# Цзэн Цинхун
Цзэн Цинхун (кит. 曾庆红; род. 30 июля 1939, Цзинсянь, Аньхой) — китайский политический и партийный деятель, член Посткома Политбюро ЦК КПК (2002—2007), заместитель председателя КНР (2003—2008), член Секретариата ЦК КПК (1997—2007, 1-й с 2002 г.), кандидат в члены Политбюро (1997—2002), заведующий Орготделом ЦК (1999—2002), начальник Канцелярии ЦК КПК (1993—1999, зам с 1989). Назывался давним доверенным лицом Цзян Цзэминя.
Член КПК с апреля 1960 года, секретарь ЦК 15-16 созывов, кандидат в члены Политбюро 15 созыва, член Посткома Политбюро 16 созыва.

## Биография
По национальности ханец.
Окончил факультет автоматического контроля Пекинского промышленного института, где обучался в 1958-63 годах.
В 1963—1965 техник 743-й Воинской части НОАК.
В 1965—1969 и 1970—1973 техник Седьмого министерства машиностроения.
В 1969—1970 находился на трудовом перевоспитании в городе Гуанчжоу и провинции Хунань.
В 1973—1979 техник Канцелярии оборонной промышленности города Пекина.
В 1979—1981 секретарь Канцелярии Государственного планового комитета.
В 1981—1982 заместитель начальника отдела Канцелярии Государственного комитета энергетических ресурсов.
В 1982—1983 работал в отделе связей Управления иностранных дел при Министерстве нефти.
В 1983—1984 заместитель директора отдела связи Китайской компании по эксплуатации морских нефтяных ресурсов, заместитель начальника Управления по иностранным делам Министерства нефтяной промышленности, секретарь комитета КПК Южной хуанхайской нефтяной компании.
В 1984—1986 заместитель заведующего и заведующий Орготделом Шанхайского городского комитета КПК, член Бюро и ответственный секретарь Шанхайского городского комитета КПК.
В 1986—1989 заместитель секретаря Шанхайского горкома КПК, которым в 1987—1989 гг. являлся Цзян Цзэминь.
В 1989—1993 заместитель начальника, в 1993—1999 гг. начальник Канцелярии ЦК КПК и одновременно секретарь Рабочего комитета по делам учреждений, напрямую подчиняющихся ЦК КПК.
В 1999—2002 заведующий Орготделом ЦК КПК.
С декабря 2002 года по 2007 год ректор Партийной школы при ЦК КПК. В те же годы глава малой руководящей группы по партстроительству.
На первой сессии ВСНП 10-го созыва в марте 2003 года был избран заместителем Председателя КНР. В 2008 году его на этом посту сменил Си Цзиньпин.
Будучи 68-летним, не вошёл в состав ЦК КПК 17 созыва.
Заместитель ответственного секретаря XVI Всекитайского съезда КПК, ответственный секретарь 17-го съезда КПК.
В секретариате ЦК 15 созыва указывался последним по перечислению, а в секретариате ЦК 16 созыва — первым. Длительное время ближайший советник Цзян Цзэминя, Цзэн Цинхун имел репутацию его «правой руки», являлся его протеже, назывался лидером "шанхайского клана". Близким к Цзэн Цинхуну называют Го Шэнкуня, нынешнего (с 2017 года) члена Политбюро ЦК КПК и Секретариата ЦК КПК, и с того же года секретаря (председателя) Политико-юридической комиссии ЦК КПК.
Член постоянного комитета президиума 20-го съезда КПК.